# الدين في ماليزيا
الدين في ماليزيا (2010)
ماليزيا دولة متعددة الثقافات والأديان، ودينها الرسمي هو الإسلام. حسب إحصاء السكان والمساكن في 2010، كان 61.3% من السكان مسلمين، و19.8% بوذيين، و9.2% مسيحيين، و6.3% هندوس، و3.4% يتبعون الأديان الصينية التقليدية. أما بقية السكان فيحسبون على أديان أخرى، منها الأرواحية، والدين الشعبي، والسيخية، والبهائية، وأنظمة اعتقاد أخرى. أعداد الذين يعتبرون أنفسهم ملحدين قليلة في ماليزيا، وانتقدت بعض منظمات حقوق الإنسان الحكومة على تمييزها ضد الملحدين، وقال بعض أعضاء مجلس الوزراء «إن حرية الدين لا تعني الحرية من الدين».
يتمثل الإسلام في ماليزيا بالمذهب الشافعي من السنة وتحدّ الحكومة بشدّة من اتخاذ أي نوع آخر من الإسلام (كالمذهب الشيعي). ينص الدستور على علمانية ماليزيا ويضمن حرية الدين، وينص على أن الإسلام «دين الاتحاد» دلالة على أهميته في المجتمع الماليزي.
يعتنق الماليزيون الصينيون أديانًا متعددة: بوذية الماهايانا والأديان الصينية التقليدية (منها الطاوية). يعتنق الهندوسية معظم الماليزيين الهنود. وجدت المسيحية لنفسها معقلًا في بعض المجتمعات، لا سيما في شرق ماليزيا. وهي غير مرتبطة بأي مجموعة عرقية مخصوصة.
تمتاز العلاقات بين المجموعات الدينية المختلفة بالتسامح، ولو أن أعضاء كل مجموعة دينية يفضلون أن تكون علاقاتهم كلها من الإثنية والدين نفسه. تعد أعياد المسلمين وعيد الميلاد وعيد رأس السنة القمرية والديوالي أعيادًا وطنية. أقيمت مجموعات متعددة لتنشر التفاهم والتسامح الديني بين المجموعات المختلفة، ويرى السياسيون الماليزيون أن الانسجام الديني أولوية.

## القانون والسياسة
ماليزيا مجتمع متعدد الأديان، وإن كان الدستور الماليزي يضمن نظريًّا حرية الاعتقاد، فإن الإسلام لم يزل الدين الرسمي للاتحاد، ويعدّ قانونيًّا الدين المفترض لجميع الماليزيين الأصليين. ليس لأي ماليزي أصلي أن يترك الإسلام، أما المسلمون من غير الماليزيين فيطلبون إذنًا بالردّة من محكمة شرعية، وقلّما يُؤذَن لهم. تتبع المعتقدات الدينية الخطوط الإثنية. نالت الأيام المقدسة في عدة أديان وصف الأعياد الرسمية، ولو أن الإسلام هو الدين الوحيد الذي له أكثر من عيد واحد. يحدد مسجل المجتمعات، وهو قسم من وزارة الداخلية الماليزية، قبول الدين من جهة الحكومة. ولا تنال الأديان المميزات الحكومية إلا بعد قبولها عند الحكومة. ولكن المجموعات غير المعترف بها مثل جماعة الفالون غونغ يمكن أن تمارس معتقداتها إذا سُجّلت تحت قانون الشركات، ولو أن هذا يعني أن أي خرق تقني لهذا القانون يقتضي دفع غرامة.
تعتقد الحكومة أن الدستور يقدم حرية دينية قوية كافية ولا ينبغي تغييره. وضعت بعض التقييدات على النصوص الماليزية من الأديان غير الإسلامية في شبه الجزيرة الماليزية، ولكن هذه القيود أقل بكثير في شرق ماليزيا. يفرَض غطاء الرأس على غير المسلمين في بعض الحالات. تحدد بطاقة الهوية الوطنية إذا كان صاحبها مسلمًا أو لا.
ولمّا كان الإسلام دين الدولة، تقدّم الحكومة دعمًا ماليًّا للمؤسسات الإسلامية وتفرض مذهب السنة من الإسلام. يمكن للحكومة أن تفرض الشريعة الإسلامية على المسلمين، ويمكن أن تعطي منحًا للمدارس الإسلامية الخاصة لتسمح لهم بفرض منهج تقبله الحكومة، تحت إشرافها. تموّل الحكومة أيضًا بطريقة غير مباشرة المجتمعات غير الإسلامية، ولكن بدرجة أقل. لا تتدخل الحكومة عادة بالممارسات الدينية للمجتمعات غير المسلمة. تقدم المدارس الحكومية تعليمًا دينيًّا إسلاميًّا إجباريًّا على الطلاب المسلمين، أما غير المسلمين فيأخذون مادة في الأخلاق.
تمنع الحكومة أي منشورات إذا شعرت أنها تحث على الاضطراب العرقي أو الديني، وقد طلبت ألّا تناقش المسائل الدينية في المجال العام بسبب حساسيتها. تدعي الحكومة أنها لم تعتقل أحدًا بموجب قانون الأمن الداخلي لأسباب دينية. يجوز للحكومة أن تهدم دور العبادة الدينية غير المسجلة، وقد اشتكت منظمات غير حكومية من هدم معابد هندوسية غير مسجلة. كانت هذه المعابد مؤسسة على مزارع تابعة للملكية الخاصة قبل الاستقلال عام 1957. بعد الاستقلال أصبحت هذه المزارع ملكًا للحكومة. في عام 2006 صرّحت حكومة نكري سمبيلن بهدم معبد هندوسي وتسويته بالأرض، ولكن المعبد طلب الاستئناف وأخذ القضية إلى المحكمة. تتحكم حكومات الولايات بالمساجد، وتعيّن الأئمة، وتشرف على محتويات الخُطَب. أدى الخلاف بين الحكومة الفدرالية والحكومات الولائية على السلطة الدينية إلى بطء في إصلاح وتطوير القوانين المتعلقة بالإسلام. دعمت جماعات دينية أخرى مثل المجلس الماليزي الاستشاري للبوذية والمسيحية والهندوسية والسيخية والطاوية، حملات سياسية.
حاولت الجبهة الوطنية من جهة، والحزب الإسلامي الماليزي الجامع من جهة أخرى، نشر رسائل سياسية باستعمال المساجد في الولايات التي يحكمونها. يجب على كل الموظفين الحكوميين أن يحضروا دروسًا دينية وافقت عليها الحكومة. حظرت الجبهة الوطنية الأئمة الذين تدعمهم المعارضة، وفرضت قيودًا على الخُطَب وأعفت قادة المساجد والهيئات المتعاطفين مع المعارضة، وأغلقت المساجد غير المسجلة المرتبطة بالمعارضة. منعت حكومة سلاغور في أغسطس 2005 الفيزا عن الأئمة الأجانب في محاولة لزيادة عدد الأئمة المحليين. أما الحزب الإسلامي الماليزي الذي يحكم ولاية كلنتن فيضيّق على الأئمة المرتبطين بالجبهة الوطنية في مساجده. يُعتَقَد أن دعم الإسلام المعتدل أدى إلى فوز الجبهة الوطنية في انتخابات 2004 على الحزب الإسلامي في ولاية ترغكانو. مال الحزبان إلى الإسلام في ثمانينيات القرن العشرين وتسعينياته، في محاولة لكسب مزيد من الأصوات الماليزية. تصور المشكلات السياسة عادة على أنها مسائل دينية.

### العلمانية
على الرغم من إقرار الإسلام دينًا للدولة في الدستور، فإنه عندما كُتِب أُشير صراحةً إلى أن هذه المكانة مكانة رمزية وحسب. لم يكن هذا الإقرار يعني استعمال الإسلام أساسًا للقانون، إلا عند بعض الوطنيين الماليزيين. يستمر اليوم الجدال بين الذين ينشرون تفسيرًا علمانيًّا للدستور الفدرالي، والذين يعتقدون أن محاكم الشريعة الإسلامية يجب أن تكون لها اليد العليا. تعدّ الحركة الهادفة إلى زيادة المظاهر الإسلامية في المجتمع (التي تسمى الدعوة) جهدًا لمقاومة التأثيرات الغربية. تفضل النخبة الماليزية القيم العلمانية، وترحب بالأهداف المشتركة للتطوير الصناعي. ولكن المسلمين الذين يرون أن هذه القيم غزو من الحضارة الغربية والرؤية الكونية الغربية، يرفضونها. يأتي دعم زيادة المظاهر الإسلامية في المجتمع من القرويين من الملايو.
ازدادت حركة التحديث، وجلبت معها زيادة في العلمانية. في المناطق المتحضرة، تقلق السلطات الدينية بشأن انتقال الناس إلى اللباس الغربية، مثل التنانير القصيرة وبناطيل الجنز. تزدهر الأندية الليلية والحانات في المدن. ولكن، منذ الاستقلال، أصبحت بعض المناطق الأخرى أكثر إسلامية. في زمن الاستقلال كان النساء يلبسن ثيابًا ضيقة، أما اليوم فيلبسن أغطية رأس. يذاع الأذان من أنظمة الإذاعة في الأبنية الحكومية، ويشعر البعض أن ماليزيا تصبح دولة إسلامية أكثر منها علمانية، وينتقد النقاد الحكومة من جهة زيادة أثر الإسلام في الحكم. يتزايد الجدال في كيفية تطوير الهوية الماليزية. أما الحكومة فتعتقد أن القوة الاقتصادية ستدعم السكان الماليزيين، وأما الحزب الإسلامي فيرى في هذا محوًا للقيم الإسلامية. ولكن ينظَر عادة إلى الحزب الإسلامي على أنه غير قادر على ربط المعتقدات الإسلامية بالمجتمعات الحديثة، لا سيما في ماليزيا متعددة الثقافات.